# Scaridium montanum
Scaridium montanum is een raderdiertjessoort uit de familie Scaridiidae. De wetenschappelijke naam van deze soort is voor het eerst geldig gepubliceerd in 1995 door Segers.